# ضياء هارون
ضياء هارون لاعب سعودي انتقل من نادي الأنصار السعودي إلى نادي النصر السعودي عام 2006 وهو يلعب في مركز الـ وسط. يلعب حالياً مع نادي أبها السعودي.
كما احرز أجمل هدافه في مرمى الهلال على الحارس محمد الدعيع من تسديده صاروخيه من منتصف الملعب في موسم 2007
لعب لأندية الأنصار و النصر و الرائد و أبها و سدوس و الجبلين .